# Alex Harper
Alex Harper (Overland, Misuri; 18 de octubre de 1993) es una actriz pornográfica y modelo erótica estadounidense.

## Biografía
Alex Harper, nombre artístico, nació en octubre de 1993 en la pequeña localidad de Overland, ubicada en el Condado de San Luis (Misuri), en una familia de ascendencia europea (alemana, irlandesa y sueca) y nativoamericana (cheroqui y pies negros). Al cumplir los 18 años comenzó su carrera como modelo erótica.
Dentro del modelaje, realizó sesiones como modelo erótica y fetichista, negocio en el que estuvo cinco años. Decidió dar el salto y debutó como actriz pornográfica en 2015, a los 22 años. Su primera película fue Four Naughty Nudes Play Knotty Games, del estudio FM Concepts.
Como actriz ha trabajado para productoras como Adam & Eve, Evil Angel, Reality Kings, Girlfriends Films, Kink.com, New Sensations, Mofos, Zero Tolerance, 3rd Degree, Wicked Pictures, Kink.com, Naughty America o Bangbros, entre otras.
En 2018 logró la nominación en los Premios AVN que establecen los fanes en la categoría de "Debutante más caliente".
Ha aparecido en más de 190 películas como actriz.
Otras películas de su filmografía son Anal Players 3, Catfished, Deep Anal Action 4, I Love My Lesbian Stepsister, Kiss 7, Lesbian Anal Sex Play, Naughty Neighbors Hardcut 10, ShopLyfter 2, Tell Me Something Dirty o Young And Curious 2.

## Premios y nominaciones
| Año  | Ceremonia                   | Resultado | Premio                                 | Trabajo |
| ---- | --------------------------- | --------- | -------------------------------------- | ------- |
| 2018 | Premios AVN                 | Nominada  | Premio fan: Debutante más caliente     | —       |
| 2018 | Spank Bank Awards           | Ganadora  | Best legs                              | —       |
| 2018 | Spank Bank Awards           | Nominada  | Creampied Cutie of the Year            | —       |
| 2018 | Spank Bank Awards           | Nominada  | Doctoral Degree in Dildology           | —       |
| 2018 | Spank Bank Awards           | Nominada  | Facial Cum Target of the Year          | —       |
| 2018 | Spank Bank Awards           | Nominada  | Most Beautiful Seductress              | —       |
| 2018 | Spank Bank Awards           | Nominada  | Most Photogenic Nymphomaniac           | —       |
| 2018 | Spank Bank Awards           | Nominada  | Servile Sub of the Year                | —       |
| 2018 | Spank Bank Technical Awards | Ganadora  | Filthiest High Fashion Model           | —       |
| 2019 | Premios AVN                 | Nominada  | Premio fan: Camgirl cosplayer favorita | —       |
| 2019 | Spank Bank Awards           | Nominada  | Airtight Angel of the Year             | —       |
| 2019 | Spank Bank Awards           | Nominada  | ATOGM Girl of the Year                 | —       |
| 2019 | Spank Bank Awards           | Nominada  | Cumfartist of the Year                 | —       |
| 2019 | Spank Bank Awards           | Nominada  | Doctoral Degree in Dildology           | —       |
| 2019 | Spank Bank Awards           | Nominada  | Fucking Nerd of the Year               | —       |
| 2019 | Spank Bank Awards           | Nominada  | Gangbanged Girl of the Year            | —       |
| 2019 | Spank Bank Awards           | Ganadora  | Most Photogenic Nymphomaniac           | —       |
| 2019 | Spank Bank Awards           | Nominada  | Ravishing Redhead of the Year          | —       |
| 2019 | Spank Bank Awards           | Nominada  | The Most Fapped To Girl of the Year    | —       |
| 2019 | Spank Bank Awards           | Nominada  | Three Kielbasas in a Corridor          | —       |
| 2019 | Spank Bank Technical Awards | Ganadora  | Victoria's (Filthiest) Secret Angel    | —       |